# Étienne Bossut
 (janvier 2017).
Étienne Bossut est un artiste français, né le 23 octobre 1946  à Saint-Chamond.

## Biographie
Après des études à l'école des beaux-arts de Saint-Étienne, Étienne Bossut commence une carrière artistique et s'oriente vers le moulage en polyester, technique qui devient sa marque de fabrique.

## Pratiques artistiques
Les objets d’Étienne Bossut n’ont de prime abord rien de différent des objets qui nous entourent. Des chaises en plastique, une baignoire, des bassines ; des objets si proches du quotidien que l’on aurait tôt fait de passer à côté sans y prêter attention. En effet, les objets choisis par l’artiste s’avèrent être des plus utilitaires et des plus triviaux. Mais une fois sortis de leur contexte, ces objets nous attirent, nous questionnent, comme s’ils se présentaient à nos yeux pour la première fois. Et c’est en effet le cas d’une certaine manière. Car la chaise en plastique d’Étienne Bossut, loin d’être issue de la production industrielle, est réalisée via un ancien procédé de sculpture qui est celui du moulage. 
Ce qui nous est donné à voir dépasse alors le changement de contexte et la sacralisation de l’objet qui caractérisaient le ready-made de Marcel Duchamp. Ce qui fait œuvre, c’est finalement l’empreinte de l’objet réel, ou encore son « image » en trois dimensions. Ce sont des « images-objets » comme il les nomme lui-même. On peut ainsi dire qu’Étienne Bossut ne présente pas des objets, il les représente. Tout l’intérêt de son travail se situe dans cette nuance.
Mais il ne s’agit en aucun cas de créer l’illusion. En effet, les jointures provoquées par l’emploi du moulage sont laissées visibles, la couleur est rarement celle de l’objet initial et sa fonction s’en trouve souvent évacuée. Le titre joue d’ailleurs à cet égard un rôle essentiel. Dans certains cas, il ne fait que donner à l’œuvre le nom de l’objet auquel elle se réfère, jouant ainsi du rapport entre vrai et faux, présentation et représentation. Mais l’artiste peut tout aussi bien choisir des titres plus fantaisistes, souvent avec humour, qui donnent alors aux œuvres toute leur dimension.
Si Étienne Bossut semble manipuler à sa guise les mots et les formes, il manipule avec autant d’adresse les références à l’histoire de l’art. En effet, en utilisant le moulage, qui permet de reproduire la même œuvre à l’infini, puis en reprenant des formes préexistantes, il se joue du culte de l’original. De même, avec certaines œuvres que l’on pourrait qualifier de « faux ready-made », il remanie à sa façon le concept duchampien. Qu’ils soient tout en subtilité ou clairement affichées, les liens avec l’histoire de l’art sont récurrents.

## Expositions

### Expositions personnelles
- « Remake », "Pchittt..., 1982-2017" et "Miroirs" [3], FRAC Franche-Comté Besançon, 2018
- « Tam Tam jungle », sculpture à l’ouverture du FRAC Franche-Comté Besançon, 2013
- « Une Belge journée », Ricou Gallery, Bruxelles, 2013
- « Avec Nicole et autres œuvres »[4], MAMCO, Genève, 2012
- « No Pipe », Faux mouvement, centre d'art contemporain, Metz, 2011
- « Etienne Bossut/ John Cornu », Ricou Gallery, Bruxelles, 2011
- « Nature morte », du 10 avril au 12 mai 2010, galerie Chez Valentin, Paris, 2010
- « Nicole », du 12 février au 9 mai 2010, musée des beaux-arts de Nantes, 2010
- exposition au VOG, centre d'art contemporain de Fontaine, 2010
- « Aspirant l'air de la mer » CRAC Languedoc-Roussillon, Sète, 2009
- « Nouvelle acquisition » Carré des Dessins, Musée des beaux-arts et d'archéologie de Besançon, Besançon, 2009
- « Laocoon(s) : Étienne Bossut au Musée Rodin » Musée Rodin, Paris, 2008
- « Comme des images » Espace Art Contemporain les Roches, Le Chambon-sur-Lignon, 2008
- « Dépasser les bornes » Abbaye Notre Dame de Quincy, Commissey, 2007
- « Bal Tragic Chez Valentin », Galerie Chez Valentin, Paris, 2007
- « Des illusions », Château des Adhémar, centre d'art contemporain de Montélimar, 2006
- « La beauté des canons », Galerie chez Valentin, Paris, 2005
- « Travaux », Chapelle du Genêteil, Château-Gontier, 2005
- « Moulages en creux », centre d'art contemporain Le Creux de l'enfer, Thiers, 2004
- « Un peu d'incertitude », Frac Alsace, Sélestat, 2003
- « Petits dessins », Galerie Hervé Bize, Nancy, 2003
- « Mate la », Galerie Art Attitude Hervé Bize, Nancy, 2001
- « La vie est un jeu », Galerie Gabrielle Maubrie, Paris, 2000
- « Tout un tas de choses », L'usine, Frac Bourgogne en collaboration avec le Consortium, Dijon, 2000
- « 100 % polyester », 1980-1999, Fondation MAMCO et MAMCO, Genève, 1999
- « Ma cabane etc. », E N A D, Limoges, France ; Aubusson, France ; Centre d'art contemporain, Vassivières, France ; Le 19, centre régional d'art contemporain, Montbéliard, 1998
- « Et le petit l'a peint… », Galerie Gabrielle Maubrie, Paris, 1997
- « 101 skis », Galerie Andata/Ritorno, Genève, 1996
- « Placé beau », Galerie Gabrielle Maubrie, Paris, 1996
- « Nuit gravement », Galerie Georges Verney-Carron, Villeurbanne, 1995
- « Des pots », Le pavé dans la mare, Besançon, 1995
- Villa Arson, Galerie carrée, Nice, 1993
- Abbaye Saint-André, centre d'art contemporain de Meymac, 1993
- « Des gamelles et des fauteuils », Galerie Georges Verney-Carron, Villeurbanne, 1992
- « Pacotilles », Galerie Le Gall-Peyroulet, Paris, 1991
- « Série Noire », Galerie Georges Verney-Carron, Villeurbanne, 1990
- « M.O.N.O.B.L.O.C », École supérieure d’arts plastiques, Valenciennes, 1989
- « 1001 nuits », La Criée, halle d’art contemporain, Rennes, 1989
- « Sculptures », Galerie Le Gall-Peyroulet, Paris, 1989
- « Les glaces de la Galerie », Musée Sainte-Croix, Poitiers, 1988
- « Il a beaucoup plu », Villa Arson, Nice, 1987
- Son et lumière à Saint-Paul-3-Châteaux, Angle, Saint-Paul-Trois-Châteaux, 1986
- « Le poids des anges », Hôtel des Postes, Grenoble, 1986
- « Spirit off », Galerie J.-L.-J. Bertin, Lyon, 1985
- « Bossut - Vivenza », MAC Lyon, 1985
- « Vendredi 13 », Galerie volée à une muse, Lyon, 1984
- « Plastiques plasticiens », musée Ziem, Martigues, 1984
- « Mauvaises nouvelles des toiles », Andata/Ritorno, Genève, 1984
- « Canada Dry », Maison de la culture et des loisirs, Saint-Étienne, 1980

### Expositions collectives
- « Le réel est une fiction, seule la fiction est réelle », exposition anniversaire des 40 ans[5], abbaye Saint-André, Meymac, centre d'art contemporain, 2019
- « HubHug Sculpture Project »[6], 40mcube HubHug, Liffré, 2017. Commissariat :  40mcube
- « La peinture en question (s) ? » Les Abattoirs, Mons, Belgique, 2008
- « Less is less, more is more, thatʼs all » CAPC, Bordeaux, 2008
- « Regarde de tous tes yeux, Regarde », musée des beaux-arts de Nantes, Nantes, 2008
- « Antidote » Galerie des galeries, Galeries Lafayette, Paris, 2007
- « Les fils de Marcel », CRAC Languedoc-Roussillon, Sète, 2007
- « The freak show », musée d'art contemporain de Lyon, 2007
- « Colonne Béthanie » Commande publique, Arbois Jura, 2006
- « Faites vos jeux : Saint-Brieuc »[7], musée d'art et d'histoire de Saint-Brieuc, 2006
- « A Dieu ! Que la guerre est jolie », Frac Basse-Normandie, Caen, 2005
- « Affinités », saline royale d'Arc-et-Senans, 2005
- « Bis repetita placent », Frac Poitou-Charente, Angoulême, 2005
- « Grotesque, Burlesque, Parodie et autres propositions absurdes ou dérisoires », abbaye Saint-André, Meymac, centre d'art contemporain, 2004
- « Pour les oiseaux », FRAC Pays de la Loire, Carquefou, 2004

## Publications
- Bidon, petits dessins, 1979-2003, les presses du réel, 2004